# Gabriel Gervais
Gabriel Gervais (Montréal, 18 settembre 1976) è un dirigente sportivo, imprenditore ed ex calciatore canadese, di ruolo difensore. È il presidente e CEO del CF Montréal.